# Dude (Looks Like a Lady)
Dude (Looks Like a Lady) è un singolo del gruppo musicale statunitense Aerosmith, il terzo estratto dall'album Permanent Vacation del 1987. Ha raggiunto la posizione numero 41 della Hot Dance Club Play, la numero 4 della Mainstream Rock Songs, la numero 14 della Billboard Hot 100 negli Stati Uniti d'America, e la numero 45 della Official Singles Chart nel Regno Unito. La canzone è stata scritta dal cantante Steven Tyler e dal chitarrista Joe Perry, con la collaborazione del compositore Desmond Child.
La canzone ha ottenuto due nomine agli MTV Video Music Awards nel 1988 (le prime in assoluto nella carriera della band), nelle categorie Best Group Video e Best Stage Performance, ma non ha vinto in nessuna delle due.
Nel 2014 è stata indicata come la 16ª più grande canzone pop metal da Yahoo! Music.

## Storia
La canzone, originariamente pensata con il titolo Cruisin' for a Lady, parla di un uomo con un aspetto effeminato, forse una drag queen, che viene scambiato per una donna. Parlando del brano, il co-autore Desmond Child ha affermato che il testo fosse riferito a Vince Neil dei Mötley Crüe:

## Video musicale
Il videoclip di Dude (Looks Like a Lady) mostra gli Aerosmith esibirsi dal vivo su un palco (senza pubblico presente), mentre vengono alternate altre scene in cui appaiono uomini vestiti da donna. Ci sono anche alcune performance "sessuali" provocatorie, sia da parte di Steven Tyler, nonché di una femmina attraente che si strappa la gonna per rivelare un tatuaggio con il logo degli Aerosmith sulle sue natiche.
È il primo di una lunga serie di video degli Aerosmith diretti da Marty Callner.

## Eredità
La canzone è presente in una serie di raccolte degli Aerosmith, tra cui Big Ones, O, Yeah! The Ultimate Aerosmith Hits, Devil's Got a New Disguise - The Very Best of Aerosmith, e nell'album live A Little South of Sanity.
Nel 1993, la canzone è stata inserita nel film Mrs. Doubtfire - Mammo per sempre, durante una scena in cui il protagonista Robin Williams si camuffa da donna e balla mentre fa le pulizie di casa.
Il pezzo è presente anche nel film Tale padre tale figlio, interpretato da Kirk Cameron e Dudley Moore.
La canzone è stata eseguita dal vivo dalla band nel film Fusi di testa 2, insieme a Shut Up and Dance.
Il video di Dude (Looks Like a Lady) è presente nel videogioco-karaoke Singstar Vol. 2 per PlayStation 3.
La cantante colombiana Shakira ha cantato la canzone con Steven Tyler su MTV e l'ha anche inclusa nella scaletta del suo Tour of the Mongoose.

## Formazione
Gruppo
- Steven Tyler - voce
- Joe Perry - chitarra solista, cori
- Brad Whitford - chitarra ritmica
- Tom Hamilton - basso
- Joey Kramer - batteria

Altri musicisti
- Tom Keenlyside – clarinetto, sassofono tenore
- Ian Putz - sassofono baritono
- Bob Rogers – trombone
- Henry Christian – tromba
- Bruce Fairbairn – tromba